# Selo nad Laškim
Selo nad Laškim je naselje u slovenskoj Općini Laškom. Selo nad Laškim se nalazi u pokrajini Štajerskoj i statističkoj regiji Savinjskoj.

## Stanovništvo
Prema popisu stanovništva iz 2002. godine naselje je imalo 39 stanovnika.